# ملاعلی‌تپه
ملاعلی تپه ، روستایی است از توابع بخش مرکزی شهرستان گنبد کاووس در استان گلستان ایران.

## جمعیت
این روستا در دهستان آق‌آباد قرار داشته و براساس سرشماری سال ۱۳۸۵جمعیت آن ۲۱۳نفر (۳۹خانوار) بوده‌است.
جمعیت براساس امار سال1390خانوار 57خانوار و259نفر می‌باشد